# Зубы, хвост и уши
«Зубы, хвост и уши» — российский пластилиновый мультипликационный фильм 2010 года, снятый на студии «Пилот». Режиссёр Сергей Меринов создал мультфильм по эстонской, китайской и русской сказкам о зайце. Премьера состоялась 19 декабря 2010 года в «Золотом зале» кинотеатра «Художественный» специально накануне года зайца.
Мультфильм входит в цикл «Гора самоцветов». В начале мультфильма — пластилиновая заставка «Мы живём в России — Народы России».

## Сюжет
По лесу бежал охотник с ружьём, а впереди — собака. Забежали на холмик и провалились в ловчую яму. Оказалось, что всего в ловушки попали три охотника с собаками. А поймал их лесной бродячий великан по имени Марьян — охотник на охотников, ему тысяча лет, и охотники у него на обед. Или пусть охотники рассказывают сказки про зверя какого-нибудь, но только чтобы великан не догадался про какого. Не догадается великан — отпустит, а догадается — проглотит.
Зубы (эстонская сказка). Первый охотник рассказал про очень трусливого зверя, который живёт в Эстонии. Зверь свалился с обрыва на стадо овец. Овцы испугались и побежали, а баран попал прямо в зверя. У него зубы и выпали, остались только передние.
Великан закричал: «Это бобёр!» А первый охотник: «А вот и нет, не угадал!»
Хвост (китайская сказка). Второй охотник рассказал про зверя с очень длинным хвостом, который живёт в Китае. Зверь этот очень любит хулиганить. Увидел зверь, что черепаха вырастила на острове заморский овощ, и захотел его съесть. Стал он дразнить черепаху, что у него детей больше. Черепаха рассмеялась и позвала своих детей, всплыли они на поверхность воды, вон их сколько! Тогда зверь предложил их пересчитать и, переходя с панциря на панцирь, добрался до острова и уже попытался овощ укусить. Тут черепашки возмутились и откусили зверю хвост. Так остался зверь с коротеньким хвостом.
Великан кричит: «Так это хомяк!» Второй охотник: «Нет, опять не угадал!»
Уши (русская сказка). Третий охотник рассказал про зверя, который по всей России живёт. Зверь этот очень любопытный и любил чужие разговоры подслушивать. Как-то раз в лесу он услышал, как лось и лосиха, волшебники лесные, между собой решают, как лесным зверям рога раздать, чтобы по-честному было. Самые большие рога — оленю, чтобы волков гонять. Тут зверь стал себе рога выпрашивать, получил, побежал и в сугробе увяз. Стал лось его тянуть и вытянул ему уши — длинные! А рога отвалились.
Великан кричит: «Это осёл!» Третий охотник: «Нет, не угадал! Выпускай нас, как обещал!» Выпустил их великан и с досады спать лёг.

## Создатели
| Режиссёр                              | Сергей Меринов |
| Автор сценария                        | Наталья Румянцева |
| Композитор                            | Алексей Яковель |
| Звукорежиссёр                         | Игорь Яковель |
| Роли озвучивали:                      | Михаил Черняк — эстонский охотник, Сергей Мардарь — китайский охотник, Игорь Яковель — русский охотник, Елена Шульман — лосиха, Сергей Меринов — великан Марьян |
| Запись звука СКА «Петербург»          | в фильме использована русская народная песня «Ай, заинька!» - Вокал — Ольга Яковель                                                                             |
| Художники-постановщики                | Даша Ларионова, Соня Горя, Галя Голубева |
| Художники:                            | Катя Пискарёва, Женя Кононенко, Аня Яблокова, Наташа Соколова                                                                                                   |
| Аниматоры:                            | Наталья Полетаева, Саша Левицкая, Евгения Жиркова, Наташа Соколова, Света Зимина, Дмитрий Иванов, Дина Гурова, Ксюша Кандаурова                                 |
| Съёмка и спецэффекты:                 | Сергей Меринов, Станислав Меринов, Оксана Фомушкина |
| Спасибо за помощь                     | Маши Якушиной, Александру Черногорову, Кенжи Лао |
| Директор картины                      | Игорь Гелашвили |
| Над пластилиновой заставкой работали: | Сергей Меринов, Лев Землинский, Андрей Пучнин, Эдуард Назаров                                                                                                   |
| Художественный совет проекта:         | Эдуард Назаров, Валентин Телегин, Сергей Меринов |
| Генеральный продюсер проекта          | Игорь Гелашвили |
| Автор проекта                         | Александр Татарский |

## Фестивали и награды
- 2011 — XX Международный кинофорум «Золотой витязь» в Курске: Специальный диплом «За сохранение традиций и вклад в анимационное искусство» — студии «Пилот» им. А.Татарского за цикл «Гора самоцветов»: «Зубы, хвост и уши» реж. Сергей Меринов, «Проделки лиса» реж. Сергей Гордеев, «Пумасипа» реж. Андрей Кузнецов, «Собачий барин» реж. Валентин Телегин.[2]
- 2011 — XV Всероссийский фестиваль визуальных искусств в «Орлёнке»: Специальный приз детского жюри «За разнообразие изобразительных приёмов в анимации» — «Зубы, хвост и уши» реж. Сергей Меринов.[3]
- 2011 — IX Фестиваль анимации «Мультивидение» в Санкт-Петербурге: Гран-при — «Зубы, хвост и уши» реж. Сергей Меринов.[4]
- 2012 — VII Всемирный фестиваль анимационных фильмов в Варне: приз за лучший телевизионный сериал — «Зубы, хвост и уши» реж. Сергей Меринов.[5]